# خداحافظ، آقای چپیس (فیلم ۱۹۶۹)
خداحافظ، آقای چیپس (انگلیسی: Goodbye, Mr. Chips) فیلمی موزیکال به کارگردانی هربرت راس است که در سال ۱۹۶۹ منتشر شد. از بازیگران آن می‌توان به پیتر اوتول، پتولا کلارک و مایکل ردگریو اشاره کرد.

## جوایز و دستاوردها
| جایزه                                 | دسته بندی                               | نامزدها                                                 | نتیجه      |
| ------------------------------------- | --------------------------------------- | ------------------------------------------------------- | ---------- |
| چهل و دومین دوره جوایز اسکار سال ۱۹۷۰ | بهترین بازیگر مرد                       | پیتر اوتول                                              | نامزدشده   |
| چهل و دومین دوره جوایز اسکار سال ۱۹۷۰ | بهترین موسیقی فیلم                      | موسیقی و ترانه: لزلی بریکوس موسیقی اقتباسی: جان ویلیامز | نامزدشده   |
| جوایز دیوید دی دوناتلو (ایتالیا)      | بهترین بازیگر خارجی                     | پیتر اوتول                                              | برنده      |
| جشنواره فیلم جیفونی (ایتالیا)         | گریفون طلایی                            | هربرت راس                                               | برنده      |
| بیست و هفتمین جوایز گلدن گلوب         | بهترین بازیگر مرد- فیلم موزیکال یا کمدی | پیتر اوتول                                              | برنده      |
| بیست و هفتمین جوایز گلدن گلوب         | بهترین بازیگر نقش مکمل زن               | سیان فیلیپس                                             | نامزدشده   |
| بیست و هفتمین جوایز گلدن گلوب         | بهترین موسیقی فیلم                      | لسلی بریکوس                                             | نامزدشده   |
| جوایز هیئت ملی بازبینی فیلم           | ده فیلم برتر                            | خداحافظ آقای چیپس                                       | رتبه چهارم |
| جوایز هیئت ملی بازبینی فیلم           | بهترین بازیگر مرد                       | پیتر اوتول                                              | برنده      |
| جوایز انجمن ملی منتقدان فیلم          | بهترین بازیگر مرد                       | پیتر اوتول                                              | رتبه دوم   |
| جوایز انجمن ملی منتقدان فیلم          | بهترین بازیگر نقش مکمل زن               | سیان فیلیپس                                             | برنده      |

## نمایش فیلم در ایران
فیلم خداحافظ، آقای چیپس برای بار نخست در تاریخ پنجشنبه ۲۸ اسفند ۱۳۴۸ خورشیدی (۸ ژانوبه ۱۹۷۰ میلادی) تحت عنوان برنامه نوروزی ۱۳۴۹، در سینما پارامونت تهران به نمایش درآمد. این فیلم بعد از ایام سوگواری محرم، جایگزین فیلم آمریکایی این گروه خشن در سینما پارامونت شد.
فیلم خداحافظ، آقای چیپس، پس از ۵ هفته نمایش، در سینما پارامونت تهران، در تاریخ پنج‌شنبه ۳ اردیبهشت ۱۳۴۹، جای خود را به فیلم مستند  المپیک در مکزیکو داد.